# Агентства Европейского союза
Агентство Европейского союза — это децентрализованный орган ЕС, не входящий в состав институтов ЕС. Агентства созданы для выполнения отдельных задач. Одни из них занимаются вопросами в сфере научного и технического развития, другие пытаются выстроить диалог на европейском уровне между заинтересованными в различных областях группами. Есть агентства, занимающиеся политикой безопасности и обороны, а также особая группа агентств, помогающих бороться с европейской преступностью.

## Агентства
Агентства охватывают Европу. Они находятся приблизительно в двух десятках стран. Большинство агентств было категоризировано в соответствии со структурой трёх опор ЕС. Со вступлением в силу Лиссабонского договора эта структура была упразднена.

### Политические агентства
| Название                                                       | Аббревиатура | Расположение      | Государство | Создано | Члены и наблюдатели |
| -------------------------------------------------------------- | ------------ | ----------------- | ----------- | ------- | --- |
| Европейское агентство по безопасности и гигиене труда          | EU-OSHA      | Бильбао           | Испания     | 1996    | Члены: государства ЕС, Европейская комиссия |
| Европейский центр по развитию профессионального образования    | Cedefop      | Салоники          | Греция      | 1975    | Члены: государства ЕС Наблюдатели: Исландия, Норвегия |
| Европейский фонд улучшения условий жизни и труда               | EUROFOUND    | Дублин            | Ирландия    | 1975    | Члены: государства ЕС, Европейская комиссия Наблюдатели: ЕАСТ |
| Европейское агентство по окружающей среде                      | EEA          | Копенгаген        | Дания       | 1994    | Члены: государства ЕС, Исландия, Лихтенштейн, Норвегия, Швейцария, Турция coтрудничество: Албания, Босния и Герцеговина, Хорватия, Македония, Черногория, Сербия                                 |
| Европейский фонд образования                                   | ETF          | Турин             | Италия      | 1994    | Члены: государства ЕС, Европейская комиссия |
| Европейский мониторинговый центр по наркотикам и наркомании    | EMCDDA       | Лиссабон          | Португалия  | 1993    | Члены: государства ЕС, Европейская комиссия, Европейский парламент, Норвегия Наблюдатели: Турция                                                                                                 |
| Европейское агентство лекарственных средств                    | EMA          | Амстердам         | Нидерланды  | 1995    | Члены: государства ЕС, Европейская комиссия, Европейский парламент Наблюдатели: Исландия, Лихтенштейн, Норвегия                                                                                  |
| Офис по гармонизации на внутреннем рынке                       | OHIM         | Аликанте          | Испания     | 1999    | Члены: государства ЕС, Европейская комиссия |
| Центр переводов для органов Европейского союза                 | CdT          | Люксембург        | Люксембург  | 1994    | Члены: государства ЕС, Европейская комиссия |
| Европейское агентство по безопасности продуктов питания        | EFSA         | Парма             | Италия      | 2002    | |
| Европейское агентство морской безопасности                     | EMSA         | Лиссабон          | Португалия  | 2002    | Члены: государства ЕС, Европейская комиссия, Исландия, Норвегия |
| Европейское агентство по безопасности полётов                  | EASA         | Кёльн             | Германия    | 2003    | Члены: государства ЕС, Европейская комиссия, Исландия, Лихтенштейн, Норвегия, Швейцария Наблюдатели: Албания, Босния и Герцеговина, Хорватия, Македония, Черногория, Сербия, Миссия ООН в Косове |
| Европейское агентство по сетевой и информационной безопасности | ENISA        | Ираклион          | Греция      | 2005    | Члены: государства ЕС |
| Европейский центр по контролю и профилактике заболеваний       | ECDC         | Стокгольм         | Швеция      | 2005    | Члены: государства ЕС, Европейская комиссия, Европейский парламент Наблюдатели: Исландия, Лихтенштейн, Норвегия                                                                                  |
| Европейское агентство по ГНСС                                  | GSA          | Прага             | Чехия       | 2004    | Члены: государства ЕС, Европейская комиссия Наблюдатели: Норвегия, Европейское космическое агентство                                                                                             |
| Европейское железнодорожное агентство                          | ERA          | Валансьен и Лилль | Франция     | 2004    | Члены: государства ЕС, Европейская комиссия, Норвегия |
| Европейская служба пограничной и береговой охраны              | Frontex      | Варшава           | Польша      | 2005    | |
| Европейское агентство по контролю за рыбной ловлей             | CFCA         | Виго              | Испания     | 2005    | Члены: государства ЕС, Европейская комиссия |
| Европейское химическое агентство                               | ECHA         | Хельсинки         | Финляндия   | 2007    | Члены: государства ЕС, Европейская комиссия, Европейский парламент Наблюдатели: Исландия, Норвегия                                                                                               |
| Европейский институт гендерного равенства                      | EIGE         | Вильнюс           | Литва       | 2007    | Члены: государства ЕС |
| Агентство по правам человека                                   | FRA          | Вена              | Австрия     | 2007    | Члены: государства ЕС, Европейская комиссия, Совет Европы |
| Европейский совет по системным рискам                          | ESRB         | Франкфурт         | Германия    | 2010    | [ 21 ] |
| Европейская банковская организация                             | EBA          | Париж             | Франция     | 2011    | [ 22 ] |
| Европейская организация по ценным бумагам и рынкам             | ESMA         | Париж             | Франция     | 2011    | [ 23 ] |
| Европейская организация страхования и пенсионного обеспечения  | EIOPA        | Франкфурт         | Германия    | 2011    | [ 24 ] |

### Агентства по обороне и политике безопасности
Эти агентства выполняют задачи в рамках общей безопасности и оборонной политики Европейского союза.
| Название                                                      | Аббревиатура | Расположение      | Государство | Создано | Члены и наблюдатели                                                      |
| ------------------------------------------------------------- | ------------ | ----------------- | ----------- | ------- | ------------------------------------------------------------------------ |
| Европейское оборонное агентство                               | EDA          | Брюссель          | Бельгия     | 2004    | Члены: государства ЕС без Дании, Европейская комиссия Участник: Норвегия |
| Институт Европейского союза по изучению вопросов безопасности | EUISS        | Париж             | Франция     | 2001    |                                                                          |
| Спутниковый центр Европейского союза                          | EUSC         | Торрехон-де-Ардос | Испания     | 2002    |                                                                          |

### Агентства по уголовным вопросам
Эта группа агентств была создана для совершенствования взаимного сотрудничества государств союза в борьбе против международной преступности.
| Название                        | Аббревиатура | Расположение | Государство | Создано | Члены и наблюдатели                                                  |
| ------------------------------- | ------------ | ------------ | ----------- | ------- | -------------------------------------------------------------------- |
| Европейский полицейский колледж | CEPOL        | Будапешт     | Венгрия     | 2001    | Члены: государства ЕС Ассоциированные: Исландия, Норвегия, Швейцария |
| Европол                         | Europol      | Гаага        | Нидерланды  | 1999    |                                                                      |
| Евроюст                         | Eurojust     | Гаага        | Нидерланды  | 2002    |                                                                      |

## Исполнительные агентства
Исполнительные агентства — организации, создаваемые в соответствии с решением Совета Европейского союза № 58 от 16.01.2003 для решения конкретных задач, касающихся управления одной или несколькими программами сообщества. Агентства формируются на определённый период. Они всегда располагаются в штаб-квартире Европейской комиссии (Брюссель или Люксембург). На 2012 год существовало 6 исполнительных агентств:
- Исполнительное агентство по образованию, культуре и аудиовизуальным средствам;
- Европейский исследовательский совет;
- Исполнительное агентство по конкурентоспособности и инновациям;
- Исполнительное агентство по здравоохранению и защите потребителей;
- Исполнительное агентство по исследованиям;
- Исполнительное агентство по европейской транспортной сети.